# Champaubert-aux-Bois
Champaubert-aux-Bois is een verdronken plaats en voormalige gemeente in de Franse gemeente Giffaumont-Champaubert in het departement Marne in de regio Grand Est.

## Geschiedenis
Tot 1971 was Champaubert-aux-Bois een zelfstandige gemeente. Op 1 januari 1971 fuseerde de gemeente met Giffaumont tot de gemeente Giffaumont-Champaubert.
In 1974 werd het Lac du Der-Chantecoq voltooid en verdween Champaubert-aux-Bois onder water.